# Hippomedon kergueleni
Hippomedon kergueleni is een vlokreeftensoort uit de familie van de Lysianassidae. De wetenschappelijke naam van de soort is voor het eerst geldig gepubliceerd in 1875 door Miers.